# Lucius Decrius Longinus
Lucius Decrius Longinus (vollständige Namensform Lucius Decrius Luci filius Sergia Longinus) war ein im 1. und 2. Jahrhundert n. Chr. lebender Angehöriger der römischen Armee. Durch eine Inschrift, die in Agnano bei Neapel gefunden wurde, ist seine Laufbahn bekannt.
Longinus entstammte dem römischen Ritterstand, da er zunächst als Praefectus fabrum tätig war. Danach trat er im Rang eines Centurios in die Armee ein und diente in den folgenden Legionen (in dieser Reihenfolge): in der Legio II Augusta, die ihr Hauptlager in Isca Silurum in der Provinz Britannia hatte, in der Legio VII Gemina, die ihr Hauptlager in León in Hispania Tarraconensis hatte und zuletzt in der Legio XXII Deiotariana, die in der Provinz Aegyptus stationiert war.
In der Legio VII Gemina hatte er zwei verschiedene Positionen als Centurio inne (VII Geminae bis). In der Legio XXII Deiotariana stieg er bis zum Primus Pilus auf. Zuletzt erreichte er den Rang eines Praefectus castrorum in der Legio VIIII Hispana.
Longinus war in der Tribus Sergia eingeschrieben. Die Inschrift wurde durch seinen Sohn Lucius Decrius Iulianus (genannt Numisianus) errichtet, der princeps in der Legion XI Claudia pia fidelis war.
Die Inschrift wird bei der Epigraphik-Datenbank Clauss-Slaby auf 101/140 datiert. James Robert Summerly datiert die Dienstzeit von Longinus bei der Legio II Augusta in einen Zeitraum zwischen 100 und 117. Brian Dobson datiert die Laufbahn beginnend bei der Legio VII Gemina in einen Zeitraum zwischen 70 und 140.